# 太空拖船
太空拖船（英語：Spacecraft tugboat，spacecraft tug，space tugboat，space tug，satellite tugboat，satellite tug）是一种用于将太空货物从一个轨道转移到另一个具有不同能量特性的轨道的航天器。例如将航天器从低地球轨道(LEO) 移动到更高能量的轨道，如地球静止转移轨道、月球转移或逃逸轨道。
太空拖船通常代表一種可重复使用的航天飞行器。太空拖船包含提出或被建造出來的有包括 NASA 在 1970 年代的 STS 提案或俄罗斯的Parom ，有时太空拖船也表示一種消耗性多節火箭 ，例如Fregat 、 或Spaceflight Industries Sherpa 。

## 背景
太空拖船的構想最初是一種支持載具，在第二次世界大战后能作为永久性的地球轨道空间站。科幻作家默里·伦斯特 (Murray Leinster ) 用它作为1953 年出版的小说的标题，作为太空平台的续集，这是另一本关于这种空间站的小说。 